# Applet
Ett appletprogram (en applet) är ett datorprogram som ligger inbäddat i till exempel en webbsida och exekveras av en webbläsare. Applet är ofta skrivna i programspråket Java.
Ett program som bäddas in i en webbsida och exekverar på en godtycklig dator är en betydande säkerhetsrisk, eftersom det aldrig finns någon möjlighet att garantera att den programkod som körs inte är fientlig. Därför valde Sun vid definitionen av begreppet Applet i Java att begränsa vad en applet kan göra. Sålunda kan en applet skriven i Java
- Inte komma åt filsystemet på den dator där den exekverar. Undantaget är så kallade cookies.
- Inte starta applikationer på den dator där den exekverar.
- Inte sätta upp nätverkskopplingar till någon annan dator än den som appleten har laddats in i webbläsaren från.

Dessa begränsningar till trots är appletteknologin väldigt kraftfull, då den tillåter att en applikatör levererar applikationer som exekverar på snart sagt vilken dator som helst som har en webbläsare installerad. Normalt löser man behovet att spara data genom att låta appleten arbeta mot en databas, som sedan tillåter användaren att hämta sitt data på annat sätt.